# Henry Ossian Flipper

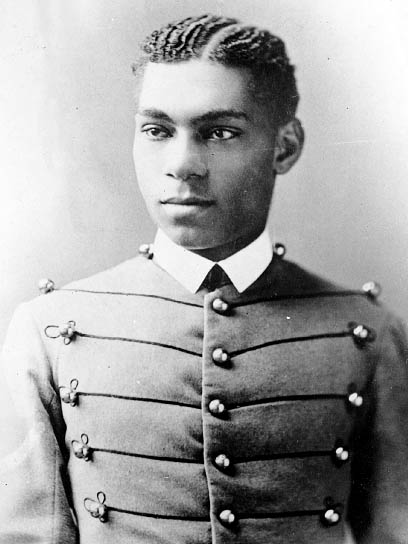
Henry Ossian Flipper

Henry Ossian Flipper (Thomasville, 21 maart 1856 – Atlanta, 3 mei 1940) was een Amerikaanse soldaat, voormalige slaaf en de eerste Afro-Amerikaan die in 1877 te West Point afstudeerde aan de United States Military Academy. Hij was tweede luitenant in het Amerikaanse leger.

## Slavernij
Flipper werd geboren in de slavernij in Thomasville, Georgia, als de oudste van vijf broers. Zijn moeder, Isabelle Flipper, en zijn vader, Festus Flipper waren eigendom van Ephraim G. Ponder, een vermogende slavenhandelaar.

## Ontslag
Na het verliezen van zijn commissie in het leger werkte Flipper in heel Mexico en Latijns-Amerika, en als assistent van de minister van Binnenlandse Zaken. Later trok hij zich terug in Atlanta (1931). In 1940 stierf hij een natuurlijke dood.